# Robert Adamson (acteur)
Pour les articles homonymes, voir Robert Adamson.
Robert Adamson (né le 11 juillet 1985 à Salt Lake City, Utah) est un acteur américain.

## Biographie
Son premier rôle a été dans Cold Case : Affaires classées en tant que frère d'un suspect. En 2009, il tient le rôle de Donnie dans le film Princess Protection Program : Mission Rosalinda aux côtés de Selena Gomez et Demi Lovato. Il interprète le rôle de Charles dans Retour à Lincoln Heights. Il a tenu le rôle de Hayden dans l'épisode 16 de la saison 1 de  Sonny aux côtés de Demi Lovato et Tiffany Thornton. Il joue également aux côtés des Jonas Brothers dans Jonas L.A sur Disney Channel dans le rôle de Ben. En 2012, il remplace l'acteur Kevin Schmidt dans le rôle de Noah Newman dans le soap Les Feux de l'amour. Il a été en couple avec l'actrice Linsey Godfrey, qui joue également dans un soap : Amour, Gloire & Beauté, jusqu'en août 2015. Ils ont eu une fille ensemble, nommée Aleda, née le 12 juin 2014.

## Filmographie partielle

### Comme acteur

#### Séries télévisées
- 2005 : Cold Case de Meredith Stiehm (saison 2, épisode 18) : Frank (1995)
- 2005 : Philadelphia de Glenn Howerton et Rob McElhenney (saison 1, épisode 3) : Trey
- 2009 : Sonny de Steve Marmel (saison 1, épisode 16) : Hayden
- 2007-2009 : Retour à Lincoln Heights de Seth Freeman (42 épisodes) : Charles Antoni / Charles
- 2010 : Jonas L. A. de Michael Curtis et Roger S. H. Schulman (saison 2, épisodes 3 & 7) : Ben Lucas
- 2012 : Hollywood Heights de Josh Griffith (78 épisodes) : Phil Sanders
- 2015 : NCIS : Enquêtes spéciales de Donald P. Bellisario et Don McGill (saison 12, épisode 14) : Lucas Craig
- 2012-2018, 2020 : Les Feux de l'amour de Lee Phillip Bell et William J. Bell : Noah Newman
- 2016 : Mary + Jane (saison 1, épisode 6) : Channing
- 2020 : Stumptown (saison 1, épisodes 11, 16 & 17) : Jeremy Stevens
- 2020 : All Rise (saison 1, épisode 19) : Aidan Matthews

#### Téléfilms
- 2009 : Princess Protection Program d'Allison Liddi-Brown : Donny
- 2019 : Le danger vient de la famille (Deviant love) : Rick
- 2020 : Une adoption dangereuse (Long Lost Sister) : Corey